# Blovstrød Kirke
Blovstrød Kirke ligger i Blovstrød i Allerød Kommune.
Kirkens præster er Kristine K. Ravn og Louise Grandjean Coster Spurlin-Roe.

## Eksterne kilder og henvisninger
- Blovstrød Kirke hos KortTilKirken.dk
- Blovstrød Kirke hos danmarkskirker.natmus.dk (Danmarks Kirker, Nationalmuseet)